# Федоров Олексій Федорович
Олексі́й Фе́дорович Фе́доров (30 березня 1901 — 9 вересня 1989) — генерал-майор (09.04.1943), двічі Герой Радянського Союзу (18.05.1942, 04.01.1944), радянський партійний і державний діяч, у роки німецько-радянської війни — командир Чернігівсько-волинського партизанського з'єднання, перший секретар Чернігівського та Волинського підпільних обкомів КПРС. Член ЦК КПУ в 1938—1989 р. Депутат Верховної Ради УРСР 1–6-го скликань. Міністр соціального забезпечення УРСР. Голова комісії у справах колишніх партизанів і підпільників при Президії ВР УРСР. Депутат Верховної Ради СРСР 1–11-го скликань.

## Біографія
Народився 30 березня 1901 року в селі Лоцманська Кам'янка (нині в складі Дніпра). Виховувався в родині лоцмана. Українець. У 1916 році закінчив двокласне училище в Катеринославі.

### До 1941
У червні 1916 — серпні 1920 р. — робітник у підрядчиків Чаєва і Лякіна в Катеринославі. У серпні 1920 року добровольцем пішов у Червону армію, брав участь у Громадянській війні на боці російських більшовиків. Воював проти УНР. У серпні 1920 — серпні 1921 р. — червоноармієць 9-ї кавалерійської дивізії 34-го полку РСЧА, а в серпні 1921 — серпні 1924 р. — червоноармієць 3-ї дивізії 7-го Українського полку в Катеринославі.
У серпні 1924 — серпні 1929 р. — будівельник-тесляр (кріпильник тунелю) на Мерефо-Херсонській залізниці в місті Катеринославі. Член ВКП(б) з липня 1927 року.
У серпні 1929 — квітні 1930 р. — старший кріпильник тунелю на будівництві Ріонської гідроелектростанції в місті Кутаїсі. У квітні 1930 — лютому 1931 р. — секретар партійного осередку КП(б)У в селищі Мандриківка у Дніпропетровську. У лютому — листопаді 1931 р. — старший десятник, заступник начальника будівництва Дніпропетровського інституту інженерів залізничного транспорту. У листопаді 1931 — квітні 1932 р. — курсант шестимісячних курсів техніків навчального комбінату управління залізничного будівництва в місті Чернігові, здобув спеціальність молодшого техніка залізничного будівництва.
У квітні 1932 — липні 1933 р. — голова Корюківської районної ради профспілок Чернігівської області. У липні 1933 — травні 1934 р. — голова Понорницької районної контрольної комісії КП(б)У — заступник секретаря Понорницького районного комітету КП(б)У Чернігівської області. У травні 1934 — січні 1936 р. — інструктор Срібнянського та Варвинського районних комітетів КП(б)У Чернігівської області. У січні 1936 — вересні 1937 р. — 2-й секретар Лосинівського районного комітету КП(б)У Чернігівської області. У вересні 1937 — квітні 1938 р. — 1-й секретар Лосинівського районного комітету КП(б)У Чернігівської області.
23 квітня 1938 — вересень 1941 року — виконувач обов'язків 1-го секретаря, 1-й секретар Чернігівського обласного комітету КП(б)У.

### 1941—1944 під часнімецько-радянської війни
Залишений у підпіллі, організував партизанський загін, який підпорядковувався НКВС СРСР. За даними спецслужб, до березня 1942 очолюваний О. Ф. Федоровим Чернігівський партизанський загін провів 16 боїв, убивши близько тисячі німецьких військовослужбовців, проводилися інші систематичні диверсії на території України — зруйнував 33 шосейних і залізничних мостів, пошкодив 5 ешелонів на залізниці, підірвав 5 складів, 2 заводи.
Указом Президії Верховної Ради СРСР від 18 травня 1942 року «за зразкове виконання бойових завдань» у тилу ворога і проявлену мужність і героїзм полковому комісарові Олексію Федоровичу Федорову присвоєно звання Героя Радянського Союзу з врученням ордена Леніна і медалі «Золота Зірка» (№ 746). Взимку і навесні провів низку нових диверсій. Його угруповання нараховувало 12 загонів. Чисельність — від 3500 до 5400 бійців.
Радянські партизані зі з'єднання О. Федорова вночі 27 лютого 1943 року напали на окупаційний гарнізон містечка Корюківка. Планувалося визволити з в'язниці заручників, серед котрих була родина командира партизанського взводу, колишнього голови колгоспу Ф. Ступака. Відповідальність за дії партизанів і підпільників нацисти поклали на цивільне населення, що призвело до Корюківської трагедії 1-2 березня 1943 року.
1943 року, виконуючи завдання Українського штабу партизанського руху, перемістив диверсійні загони на територію правобережної України і далі, на Волинь. Там федоровці проводили терористичні операції в українських населених пунктах. Одним із головних завдань сталінського керівництва було знищення українських повстанців. З наближенням лінії фронту та у зв'язку з провалом військових операцій проти відділів УПА влиті до складу діючих армій. Частина федорівців кинута на лобові атаки м. Ковеля. Наприкінці березня 1944 року партизанське з'єднання, яким керував Федоров, при зустрічі з передовими частинами Червоної армії налічувало 5257 осіб.
У березні 1943 — квітні 1944, зокрема під час Волинської трагедії (липень 1943) — 1-й секретар Волинського підпільного обкому КП(б)У. 9 квітня 1943 О. Федорову присвоєне військове звання генерал-майор. З 7 липня 1943 до 14 березня 1944 його партизани пошкодили 549 ешелонів з боєприпасами, пальним, технікою та продовольчими товарами.[джерело не вказане 1826 днів]
Український письменник Микола Шеремет, який у 1942–1943 роках перебував у партизанському з'єднанні Олексія Федорова, писав у доповідній записці на ім’я Микити Хрущова, що Федоров «легко ображає людей, які в чомусь не згодні з ним, не терпить заперечень, має надмірно розвинуте самолюбство». Згідно з доповідною запискою, Федоров у розмові не може обійтися без мата та грубо поводиться із жінками.

### Після 1944
30 травня 1944 — 3 січня 1949 року — 1-й секретар Херсонського обласного комітету КП(б)У. У грудні 1948 — січні 1950 року навчався на курсах перепідготовки 1-х секретарів обкомів при ЦК ВКП(б) у Москві.
У січні 1950 — травні 1952 року — 1-й секретар Ізмаїльського обласного комітету КП(б)У. У травні 1952 — травні 1957 року — 1-й секретар Житомирського обласного комітету КПУ. З 24 травня 1957 до 19 березня 1979 року — міністр соціального забезпечення УРСР. Член президії Радянського комітету ветеранів війни.
З квітня 1979 року був головою Комісії у справах колишніх партизанів і підпільників при Президії ВР УРСР, яка виконувала, зокрема, «фільтраційні» функції проти людей, що перебували на окупованій території. Партизанські спогади, документальні і художні твори письменників про партизанів і підпільників, перш ніж бути виданими, рецензували довірені люди колишнього партизанського генерала. Від авторів вимагалося приводити їхні твори у відповідність з точкою зору Федорова.

Могила Олексія Федорова

Помер 9 вересня 1989 року. Похований у Києві, на Байковому кладовищі. Автори пам'ятника: скульптор О. О. Ковальов, архітектор О. К. Стукалов.

## Твори
Автор спогадів:
- «Подпольный обком действует». [Партизанское движение на Черниговщине и Волыни] / Дважды Герой Сов. Союза А. Федоров. Литературная запись Евг. Босняцкого. — Москва: Воен. изд-во, 1947—1954.
  - Кн. 1: Коммунисты уходят в подполье. — 1947. — 198 с.[6]
  - Кн. 2: Большой отряд. — 1949. — 267 с.
  - Кн. 3: Вперед на запад! — 1954. — 216 с.[7]
  - (Три книги в одном томе). — 1954. — 609 с.
- Последняя зима. Литературная запись Е. Шатрова. Военное изд-во, 1965. — 382 с. // Сов. писатель, 1981. — 365 с.
- Підпільний обком діє. Київ, 1986.
- Остання зима: партизанська бувальщина / літ. запис Є. Шатрова. — Дніпро, Київ, 1965. — 332 с. / Літературний запис Є. Шатрова. Фото Я. Давидзона. Пер. з рос. А. Шияна. Київ. Політвидав України, 1976. 325 с. / літ. запис Є. Шатрова; пер. з рос. А. Шияна. — К. : Політвидав України, 1982. — 328 с.
- Війна народна — війна священна. Київ, 1984.

На основі спогадів «Остання зима» і «Підпільний обком діє» Анатолій Буковський створив однойменні телефільми (1978 і 1984).

## Нагороди
Двічі Герой Радянського Союзу (18.05.1942, 04.01.1944). Нагороджений вісьмома орденами Леніна (7.02.1939, 18.05.1942, 23.01.1948, 26.02.1958, 24.04.1961, 23.10.1967, 27.03.1981 28.03.1986), орденом Жовтневої Революції (31.03.1971), орденом Суворова 1-го ступеня (2.05.1945), орденом Богдана Хмельницького 1-го ступеня (7.08.1944), орденом Вітчизняної війни 1-го ступеня (11.03.1985), орденом Вітчизняної війни 2-го ступеня (1.02.1945), орденом Трудового Червоного Прапора (17.03.1976), орденом Червоної Зірки (6.11.1945), медалями.

## Почесні звання
Почесний громадянин Ковеля (1969), Луцька (1969), Херсона (1988), Чернігова.

### Позбавлений
Почесний громадянин Києва (до травня 2023)

## Пам'ять

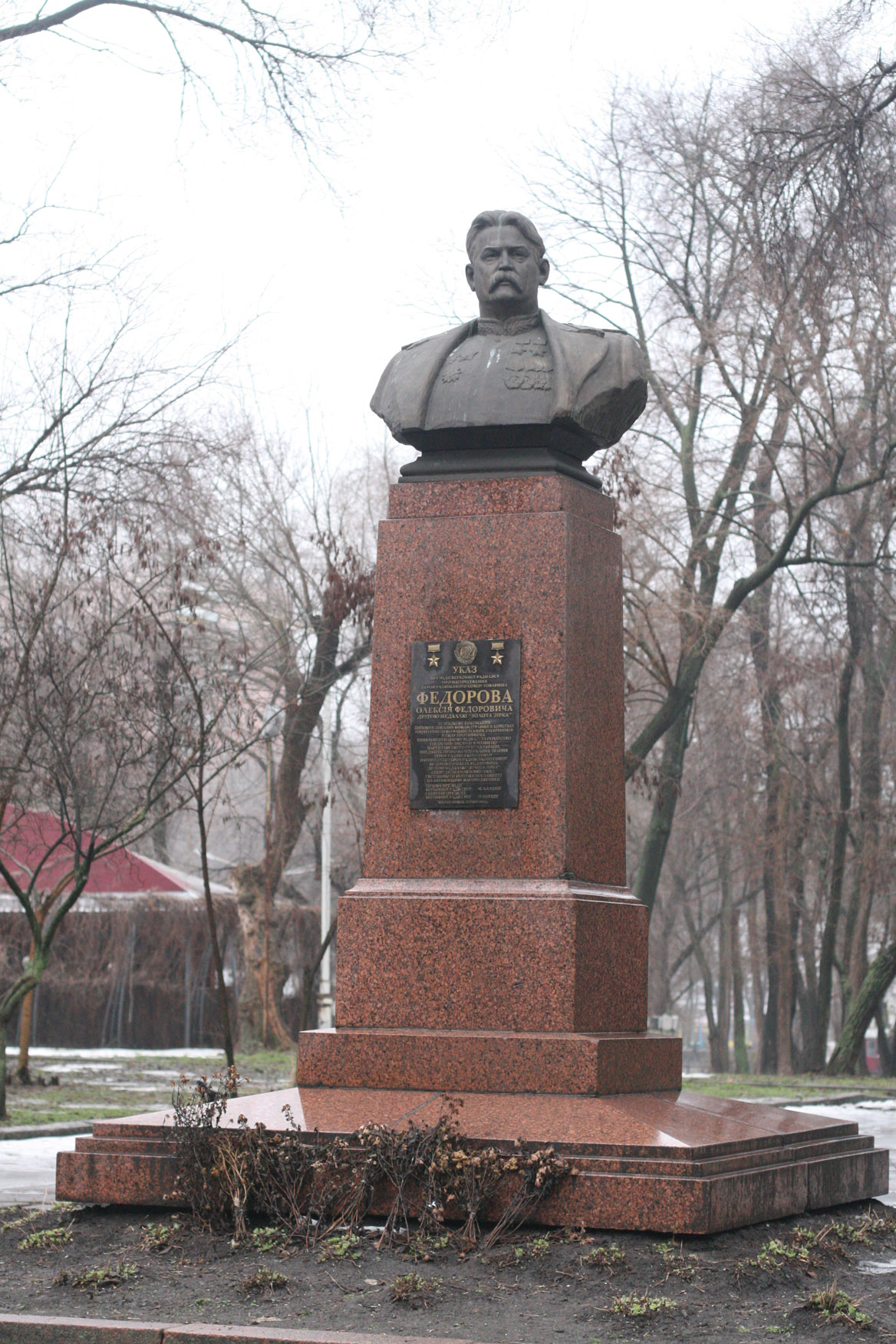
Погруддя Олексія Федорова у Дніпрі (демонтовано 9 лютого 2023 р.)

У Києві на будинку № 9 по вулиці Заньковецкої, в якому з 1966-го по 1989 рік проживав О. Ф. Федоров, існувала меморіальна дошка.
У дніпровській середній школі № 107 діяла кімната-музей Олексія Федорова. На школі було встановлено меморіальну дошку.
 У місті Корюківці Чернігівської області, на подвір'ї ЗОСШ № 1 існувало погруддя О. Ф. Федорова.
10 січня 2023 року у місті Дніпро демонтовано погруддя Олексію Федорову.
У місті Ковель вулицю Олексія Федорова перейменували на вулицю Івана Федорова.
У місті Луцьк вулицю Федорова перейменували на вулицю Героїв-Добровольців.